# بوکودن
بوکودن (به ژاپنی: 武公伝 ぶこうでん); زندگینامه میاموتو موساشی است که در سال ۱۷۵۵ توسط ماسانوری تویودا، ملازم برتر خاندان هوسوکاوا ارباب قلمرو کوماموتو و مربی هنرهای رزمی نیتن-ریو از خاندان ماتسویی نوشته شده است.

## نمای کلی
خاندان ماتسویی عمیقاً با موساشی درگیر بودند او عمیقاً با موساشی درگیر بود و واسطه استخدام میاموتو موساشی توسط خاندان هوسوکاوا، سرپرست موساشی در سال‌های آخر زندگی و شاگرد او در تاکتیک‌های نظامی شد. در نتیجه، بسیاری از اقلام مرتبط مانند نامه‌های موساشی، نقاشی‌های مرکب و صنایع دستی از این خاندان به دست آمده است. همچنین، یک رعیت خانواده ماتسویی، پدر ماسانوری، سیگو تویودا، که استاد هنرهای رزمی نیتن-ریو خانواده ماتسویی بود، در مورد آنچه شاگردان موساشی در سال‌های آخر عمرش، مانند کاکوزامون تائوئیست، یاماموتو جنگوزایمون، ناکانیشی ماگینوجو و تاناکا سادایو دربارهٔ موساشی در زمان حیات او، بیا کردند، مستقیم یا غیرمستقیم گوش داد و به عنوان یادداشت بر جا گذاشت.
ماسانوری که جانشین پدرش شد، دربارهٔ رد پای موساشی در کوماموتو و صاحبان اقلام مرتبط تحقیق کرد. نتایج تحقیقات به یادداشت سیگو اضافه شد و موساشی نیز کتاب پنج حلقه و دوکوگیودو را نوشت.
«بوکودن» تلفیقی از این مطالب تاریخی در سال ۱۷۵۵ بود.

## محتوا
این کتاب منابع و راویان هر داستان را شرح می‌دهد. سوابقی از داستان‌هایی وجود دارد که شاگردان میاموتو موساشی دربارهٔ سال‌های آخر عمر او گفته‌اند، و همچنین داستان‌هایی که موساشی در سال‌های آخر عمرش گفته است. علاوه بر این، سوابق صاحبان اقلام مربوط به موساشی که ماسانوری در مورد آنها تحقیق کرده است، به عنوان مواد تاریخی مربوط به نقاشی‌ها و صنایع دستی موساشی با جوهر است.
در میان آنها، داستانی که بیشترین تأثیر را بر نسل‌های بعدی داشت، داستان دوئل در گانریو-جیما بود. مطالب این کتاب در مورد دوئل در گانریوجیما، که تقریباً هیچ سازگاری با سایر مطالب تاریخی از جمله بنای شینمن موساشی گنشین نیتنکیوجی (سنگ‌نبشته کوکورا) که در سال ۱۶۵۴ برپا شد، ثبت شده است و تقریباً هیچ اعتباری در محتوای دوئل، تاریخ و اسامی و سوابق حریفان در این کتاب وجود ندارد.